# A1 (grupo)
A1 (estilizado como a1) é um boy group britânico-norueguês formado em 1998.
Seu single de estreia, "Be the First to Believe", entrou na parada de singles do Reino Unido na posição número seis em meados de 1999. Eles alcançaram sucesso nas paradas do Reino Unido e de outras partes do mundo no final dos anos 1990 e início dos anos 2000, principalmente no Sudeste Asiático. No Reino Unido, eles alcançaram dois primeiros lugares e outros seis hits no top 10, sete dos quais foram escritos pela banda. Além disso, eles ganharam um Brit Award por "Ato Revelação Britânico" em 2001. Eles foram gerenciados pelo empresário da banda Tim Byrne, que também formou o Steps.
Marazzi deixou a banda em 2002, alegando motivos pessoais. Os três membros restantes decidiram se separar devido ao cansaço de ficarem na estrada durante a maior parte de quatro anos seguidos.
Em dezembro de 2009, Ingebrigtsen, Read e Adams se reuniram novamente, sem Marazzi, na Noruega para uma série de concertos no Teatro Christiania em Oslo.  Desde seu retorno, eles lançaram novos singles, bem como seus quarto e quinto álbuns de estúdio, Waiting for Daylight, em 2010, e Rediscovered, em 2012.
Em 2014, o A1 apareceu no documentário da ITV2 The Big Reunion junto com outras bandas como Eternal, Damage, Girl Thing, 3T e uma banda chamada 5th Story, composta por Dane Bowers (do Another Level), Gareth Gates, Kenzie (do Blazin' Squad), Kavana e Adam Rickitt.